# Angelo Maltagliati
Angelo Maltagliati (fl. XX secolo) è stato un calciatore italiano.

## Carriera
Giocò nel Savoia di Torre Annunziata disputando due stagioni in massima serie, dove collezionò 20 presenze e 5 reti tutte segnate nel campionato 1923-1924.

## Statistiche

### Presenze e reti nei club
| Stagione      | Squadra       | Campionato    | Campionato | Campionato | Coppe nazionali | Coppe nazionali | Coppe nazionali | Altre coppe | Altre coppe | Altre coppe | Totale | Totale |
| Stagione      | Squadra       | Comp          | Pres       | Reti       | Comp            | Pres            | Reti            | Comp        | Pres        | Reti        | Pres   | Reti   |
| ------------- | ------------- | ------------- | ---------- | ---------- | --------------- | --------------- | --------------- | ----------- | ----------- | ----------- | ------ | ------ |
| 1923-1924     | Savoia        | PD            | 18         | 5          |                 |                 |                 |             |             |             | 18     | 5      |
| 1924-1925     | Savoia        | PD            | 2          | 0          |                 |                 |                 |             |             |             | 2      | 0      |
| Totale Savoia | Totale Savoia | Totale Savoia | 20         | 5          |                 |                 |                 |             |             |             | 20     | 5      |

## Palmarès

### Club

#### Competizioni nazionali
- Campione dell'Italia Centro Meridionale: 1

Savoia: 1923-1924

#### Competizioni regionali
- Campione Campano: 2

Savoia: 1923-1924, 1924-1925